# Oros Chelmos Kai Ydata Stygos
Oros Chelmos Kai Ydata Stygos este o arie protejată (arie specială de conservare — SAC, sit de importanță comunitară — SCI) din Grecia întinsă pe o suprafață de 17.559,62 ha, integral pe uscat.

## Localizare
Centrul sitului Oros Chelmos Kai Ydata Stygos este situat la coordonatele 37°57′34″N 22°13′36″E / 37.959516°N 22.226774°E.

## Înființare
Situl Oros Chelmos Kai Ydata Stygos a fost declarat sit de importanță comunitară în aprilie 1997 pentru a proteja 1 specie de plante și 5 specii de animale. Situl a fost protejat și ca arie specială de conservare în martie 2011.

## Biodiversitate
Situată în ecoregiunea mediteraneană, aria protejată conține 8 habitate naturale: Lande oro-mediteraneene cu formațiuni endemice de grozamă, Matorral arborescenți cu Juniperus spp., Formațiuni ierboase bogate în specii de Nardus, dezvoltate pe substraturi silicioase în zone montane (și în zone submontane, în Europa continentală), Grohotișuri est-mediteraneene, Pante stâncoase calcaroase cu vegetație casmofită, Păduri de Castanea sativa, Păduri de Platanus orientalis și Liquidambar orientalis (Platanion orientalis), Păduri de pin (sub-) mediteraneene cu pini negri endemici.
La baza desemnării sitului se află mai multe specii protejate:
- plante (1): Globularia stygia
- mamifere (2): liliac cârn (Barbastella barbastellus), vidră de râu (Lutra lutra)
- nevertebrate (1): croitorul mare al stejarului (Cerambyx cerdo)
- pești (1): Barbus peloponnesius
- reptile (1): țestoasă bănățeană (Testudo hermanni)

Pe lângă speciile protejate, pe teritoriul sitului au mai fost identificate 64 de specii de plante, 4 specii de amfibieni, 12 specii de mamifere, 10 specii de nevertebrate, 1 specie de pești, 10 specii de reptile.